# Netizen
El término netizen es un acrónimo de las palabras Internet y citizen («ciudadano» en inglés) como en «ciudadano de la red». Describe a una persona involucrada activamente en comunidades en línea o en Internet en general.
El término comúnmente se distingue de internauta, palabra usada equivalentemente y en la que netizen es a veces traducida del inglés, en que netizen implica también un interés y una participación activa en mejorar Internet, convirtiéndolo en un recurso intelectual y social, o en las estructuras políticas que lo rodean, especialmente en lo que respecta al acceso abierto, la neutralidad de red y la libertad de expresión. El término fue ampliamente adoptado a mediados de la década de 1990 como una forma de describir a quienes habitan en la nueva geografía de Internet. El pionero y autor de Internet, Michael Hauben, tiene el mérito de acuñar y popularizar el término.

## Citas de Michael Hauben
Mi investigación inicial se refería a los orígenes y el desarrollo del foro de discusión global Usenet ... Quería explorar la red más grande y lo que era y su significado. Fue entonces cuando mi investigación descubrió los detalles restantes que me ayudaron a reconocer el surgimiento de los netizens. Hay personas en línea que contribuyen activamente al desarrollo de la red. Estas personas entienden el valor del trabajo colectivo y los aspectos comunes de las comunicaciones públicas. Estas son las personas que discuten y debaten sobre temas de manera constructiva, que envían respuestas por correo electrónico a personas y brindan ayuda a los recién llegados, que mantienen archivos de preguntas frecuentes y otros repositorios de información pública, que mantienen listas de correo, y más. Estas son personas que discuten la naturaleza y el papel de este nuevo medio de comunicación. Estas son las personas que, como ciudadanos de la red, me di cuenta de que eran netizens.
— Michael Hauben, Netizens: On the History and Impact of Usenet and the Internet.

Bienvenido al siglo XXI. Eres un netizen (ciudadano de Internet), y existes como ciudadano del mundo gracias a la conectividad global que la red hace posible. Consideras a todos como tu compatriota. Usted vive físicamente en un país pero está en contacto con gran parte del mundo a través de la red informática mundial. Virtualmente, vives al lado de cada otro netizen en el mundo. La separación geográfica se reemplaza por la existencia en el mismo espacio virtual.
— Michael Hauben, The Net and Netizens: The Impact the Net Has on People's Lives.

Hauben describe la distinción a los usuarios de Internet en general diciendo:

Los netizens no son solo cualquiera que entra en línea, y especialmente no son personas que ingresan en línea para obtener ganancias aisladas. No son personas que llegan a la red pensando que es un servicio. Más bien, son personas que entienden que se requiere esfuerzo y acción por parte de todos para hacer de la red una comunidad y un recurso regenerador y vibrante. Los netizens son personas que deciden dedicar tiempo y esfuerzo para hacer de la red, esta nueva parte de nuestro mundo, un lugar mejor. Los lurkers no son netizens, y las páginas principales de vanidad no son obra de los netizens. Si bien las páginas de inicio al acecho o triviales no perjudican a la red, tampoco contribuyen.

## En China
En chino, los términos wǎngmín (网民, literalmente «gente de la red») y wǎngyǒu (网友, literalmente «amigo de la red») son términos comúnmente utilizados que significan «usuarios de Internet», y la palabra netizen es utilizada por los medios de comunicación en inglés de China continental para traducir ambos términos, lo que resulta en la aparición frecuente de esa palabra en inglés en los medios que informan sobre China, mucho más frecuentemente que el uso de la palabra en otros contextos o de otras palabras más comúnmente utilizadas en otras partes del mundo en el mismo contexto, como «cibernauta».

## Premio Netizen
La organización internacional sin fines de lucro Reporteros Sin Fronteras otorga un premio Netizen anual en reconocimiento a un usuario de Internet, bloguero, disidente cibernético o grupo que ha ayudado a promover la libertad de expresión en Internet. La organización usa el término al describir la represión política de los ciberdisidentes, como las consecuencias legales de los blogs en entornos políticamente represivos.

## Lectura adicional
- Hauben, Michael; Hauben, Ronda; Truscott, Tom (1997). Netizens: On the History and Impact of Usenet and the Internet (Perspectives). Wiley-IEEE Computer Society P. ISBN 0-8186-7706-6.